# Asilus ephippium
Asilus ephippium är en tvåvingeart som beskrevs av Macquart 1855. Asilus ephippium ingår i släktet Asilus och familjen rovflugor. Inga underarter finns listade i Catalogue of Life.